# ITV1
ITV1 是英國獨立電視網的旗艦電視頻道。1954年，英國通過了《電視法》之後，開始民營電視的發展，而獨立電視台亦因而在翌年啟播。獨立電視台亦在1966年參與了香港電視集團（今無綫電視）的組建，但最後與NBC等其他公司於1980年後退出。獨立電視台在英格蘭和威爾士的大部分地區都是以「ITV」的名義播映，但是只在威爾士以「ITV威爾士」的名義播映。在2001年至2013年期間，獨立電視台主頻道曾以「ITV1」作為頻道名稱。2013年，獨立電視台停止使用「ITV1」作為主頻道名稱，改以「ITV」稱呼主頻道，並更換商標。2022年11月，獨立電視台對其企業形象進行了全面刷新，並將主頻道的名稱還原為ITV1。

## 播映執照區域
獨立電視台在英格蘭和威爾士分為12個播映執照區域，其中英格蘭的部分播映區域設有副區域。2011年，隨著獨立電視台併購海峽電視台，海峽電視台也開始以「ITV」名義播映。
| 播映執照區域      | 前身           | 2015年後牌照名稱 | ITV頻道名稱 | 地圖 |
| ----------------- | -------------- | ---------------- | ----------- | ---- |
| 英格蘭—蘇格蘭國境 | 國界電視台     | ITV國界          | ITV         |      |
| 曼島              | 國界電視台     | ITV格拉納達      | ITV         |      |
| 西北英格蘭        | 格拉納達電視台 | ITV格拉納達      | ITV         |      |
| 東北英格蘭        | 泰恩提茲電視台 | ITV泰恩提茲      | ITV         |      |
| 約克郡和林肯郡    | 約克郡電視台   | ITV約克郡        | ITV         |      |
| 米德蘭            | 中部獨立電視台 | ITV中部          | ITV         |      |
| 東英格蘭          | 盎格利亞電視台 | ITV盎格利亞      | ITV         |      |
| 倫敦（平日）      | 卡爾頓電視台   | ITV倫敦 （平日） | ITV         |      |
| 倫敦（週末）      | 倫敦週末電視台 | ITV倫敦 （週末） | ITV         |      |
| 南部和東南英格蘭  | 子午線廣播     | ITV子午線        | ITV         |      |
| 海峽群島          | 海峽電視台     | ITV海峽電視台    | ITV         |      |
| 西南英格蘭        | 西郡電視台     | ITV西部          | ITV         |      |
| 西英格蘭          | HTV西部        | ITV西部          | ITV         |      |
| 威爾士            | HTV威爾斯      | ITV威爾斯        | ITV威爾斯   |      |